# Maharu Yoshimura
Maharu Yoshimura (en japonés: 吉村真晴, Yoshimura Maharu; Tokai, 3 de agosto de 1993) es un deportista japonés que compite en tenis de mesa, en las modalidades de dobles y dobles mixto.
Participó en los Juegos Olímpicos de Río de Janeiro 2016, obteniendo una medalla de plata en la prueba de equipo. Ganó siete medallas en el Campeonato Mundial de Tenis de Mesa entre los años 2012 y 2025.

## Palmarés internacional
| Juegos Olímpicos   | Juegos Olímpicos        | Juegos Olímpicos  | Juegos Olímpicos |
| Año                | Lugar                   | Medalla           | Prueba           |
| ------------------ | ----------------------- | ----------------- | ---------------- |
| 2016               | Río de Janeiro (Brasil) | Medalla de plata  | Equipo           |
| Campeonato Mundial |                         |                   |                  |
| Año                | Lugar                   | Medalla           | Prueba           |
| 2012               | Dortmund (Alemania)     | Medalla de bronce | Equipo           |
| 2015               | Suzhou (China)          | Medalla de plata  | Dobles mixto     |
| 2016               | Kuala Lumpur (Malasia)  | Medalla de plata  | Equipo           |
| 2017               | Düsseldorf (Alemania)   | Medalla de oro    | Dobles mixto     |
| 2017               | Düsseldorf (Alemania)   | Medalla de bronce | Dobles           |
| 2019               | Budapest (Hungría)      | Medalla de plata  | Dobles mixto     |
| 2025               | Doha (Catar)            | Medalla de plata  | Dobles mixto     |